# Wohn- und Wirtschaftsgebäude Birkenweg 23
Das Wohn- und Wirtschaftsgebäude Birkenweg 23 beim Trupermoor in der niedersächsischen Gemeinde Lilienthal im Landkreis Osterholz stammt vom Anfang des 19. Jahrhunderts.
Aktuell (2025) wird es zum Wohnen und gewerblich genutzt.
Das Gebäude steht unter Denkmalschutz (siehe auch Liste der Baudenkmale in Lilienthal).

## Geschichte und Beschreibung
Lilienthal geht auf die Gründung des Klosters Lilienthal im 13. Jahrhundert zurück. Der Ortsteil liegt nordöstlich des Kerns von Lilienthal.
Das eingeschossige traufständige Gebäude als Zweiständer-Hallenhaus in relativ gleichmäßigem Fachwerk mit weiß geschlämmten Steinausfachungen, beidseitigen Niedersachsengiebeln und mit reetgedecktem Krüppelwalmdach mit Uhlenloch wurde 1802 (Inschrift) gebaut.
Das Landesdenkmalamt befand u. a.: „… typisches Hallenhaus in Zweiständerkonstruktion … .“